# Nine Inch Nails
Nine Inch Nails, скорочено NIN (стилізовано NIИ) — американський індастріал-рок-гурт, створений Трентом Резнором у місті Клівленд, штат Огайо 1988 року. Від початку Резнор був єдиним офіційним учасником гурту, доки 2016 року до нього не доєднався Аттікус Росс. Для живого виконання Резнор збирає окрему команду музикантів. Сучасними учасниками концертного складу Nine Inch Nails, окрім Трента Резнора та Аттікуса Росса, є гітарист Робін Фінк (з 1994 року), клавішник Алессандро Кортіні (з 2005 року) та барабанщик Ілан Рубін (з 2008 року).
Nine Inch Nails випустили одинадцять студійних альбомів, шість мініальбомів та двадцять синглів. Реліз дебютного Pretty Hate Machine (1989) відбувся на лейблі TVT Records. Невдовзі Трент Резнор заснував власну фірму звукозапису Nothing Records у складі компанії Interscope. На новоствореному лейблі було випущено мініальбом Broken (1992), а також три наступні студійні альбоми Nine Inch Nails: The Downward Spiral (1994), The Fragile (1999) і With Teeth (2005). Після виходу сьомого альбому Year Zero (2007) Nine Inch Nails залишили Interscope й 2008 року самостійно випустили Ghosts I-IV та The Slip під ліцензією Creative Commons. Восьмий студійний альбом Hesitation Marks (2013) вийшов у світ під лейблом Columbia Records. Наступним релізом Nine Inch Nails стала трилогія з двох мініальбомів Not the Actual Events (2016) та Add Violence (2017), а також дев'ятого студійного альбому Bad Witch (2018). 2020 року одночасно вийшли два інструментальні альбоми: Ghosts V: Together та Ghosts VI: Locusts.
Музика Nine Inch Nails охоплює широкий спектр жанрів (індастріал, електроніка, метал, артрок), зберігаючи при цьому характерне часто похмуре й напружене звучання. Композиції Nine Inch Nails вирізняються своєю багатошаровою структурою, що будується на нерівних ритмах, ламаних ударних, спотворених гітарах, синтезаторах і різноманітних звукових ефектах. Тематика пісень здебільшого обертається навколо особистих та відвертих роздумів, що досліджують внутрішню боротьбу, руйнування, залежність, втрату, віру, самотність та екзистенційний пошук. Інколи тексти пісень відходять від інтроспективного характеру, щоб торкнутися теми політики, технологій, війни та екологічної кризи. 
Nine Inch Nails продали понад 30 мільйонів платівок у всьому світі й тринадцять разів були номінантами музичної премії Греммі, вигравши двічі у категорії «Найкраще метал-виконання» за пісні «Wish» у 1992 році та «Happiness in Slavery» у 1995 році. Nine Inch Nails посідають 94-те місце у списку «100 найкращих артистів усіх часів» журналу Rolling Stone. У 2020 році Nine Inch Nails увійшли до Зали слави рок-н-ролу.

## Історія гурту

### Заснування (1988—1989)
В 1987 році Трент Резнор грав на синтезаторі у гурті Exotic Birds з Клівленда, менеджером якого був Джон Малм. Резнор і Малм стали друзями, і після того, як Резнор покинув гурт, Малм став його неофіційним менеджером. У той час Трент працював помічником звукорежисера і за сумісництвом прибиральником в студії запису Right Track Studios, і він попросив власника студії Барта Костера, щоб той дозволив йому безкоштовно записати кілька демоверсій свого матеріалу, поки студія ніким не використовується. Костер погодився. Однак під час запису Резнор так і не зміг знайти музикантів, які б змогли виконати його матеріал так, як він хотів. Замість цього, він, натхненний Прінсом, вирішив записати всі інструменти крім ударних самостійно. Резнор поступатиме так і в майбутньому, на записі всіх своїх альбомів, хоча іноді і залучаючи в процес інших музикантів і помічників.
В 1988 році, відігравши свої перші концерти на розігріві у Skinny Puppy, Резнор загоряється бажанням випустити 12-дюймовий сингл на якомусь маленькому європейському лейблі. Кілька звукозаписних компаній відгукнулися на матеріал Резнора, і він вирішує підписати контракт з TVT Records. Десять обраних пісень з його демозаписів були перероблені і перезаписані для його дебютного альбому Pretty Hate Machine в 1989 році. Демоверсії пісень можна знайти на численних бутлегах, в тому числі і на Purest Feeling.
В 1994 році, в одному зі своїх інтерв'ю, Резнор пояснив що обрав назву «Nine Inch Nails» для свого гурту, через те, що вона звучала добре і пройшла випробування часом (після певного часу більшість назв починали звучати погано), а також вона легко перетворювалася на абревіатуру. Довга відсутність роз'яснень з боку Трента призвела до великої кількості чуток і спекуляцій щодо назви гурту, наприклад: дев'ятидюймові цвяхи, якими був розп'ятий Ісус; або дев'ятидюймові ножі-нігті Фредді Крюгера. Знаменитий логотип Nine Inch Nails, який складався з трьох заголовних букв [NIИ] у рамці, був створений Резнором і дизайнером Гері Талпасом. Вперше лого з'явилося в музичному відео для дебюту Nine Inch Nails, пісні «Down in It», і було натхненне оформленим Тібором Келменом альбомом Remain in Light гурту Talking Heads. Талпас розробляв дизайн для обкладинок Nine Inch Nails до 1997 року.

### Pretty Hate Machine(1989—1991)

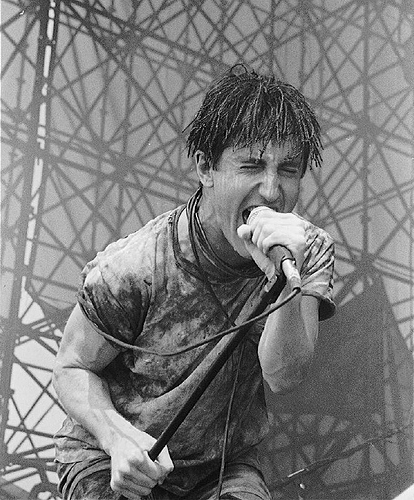
Трент Резнор на концерті фестивалю Lollapalooza в 1991 році.

Написаний, аранжований і виконаний самим Резнором, перший альбом Nine Inch Nails, Pretty Hate Machine, був виданий в жовтні 1989 році. Він був результатом першої співпраці з продюсером Едріаном Шервудом (він спродюсував перший сингл гурту «Down in It» в Лондоні, навіть не зустрічаючись з Резнором особисто) і Марком Еллісом, більш відомим як Флад. Флад допомагав в записі музики до 1994 року, а Шервуд робив ремікси на композиції гурту до 2000 року. Резнор і його співпродюсери розширили список обраних демо-записів синглами «Head Like a Hole» і «Sin». Майкл Езеррад з Rolling Stone описав альбом як «індустріальний шум в рамках поп-музики» і «сумну, але помітну музику». Rolling Stone помістив його на 58 місце в списку «100 найкращих дебютних альбомів всіх часів». Резнор назвав цю комбінацію «щирим викладом» того «що було в [його] голові на той момент». Після проведення 113 тижнів в американському чарті Billboard 200, Pretty Hate Machine стає першим в історії альбомом на незалежному лейблі, який отримує платинову сертифікацію. MTV транслює кліпи на «Down in It» і «Head Like a Hole». Відео на третій сингл з альбому, «Sin», виходить тільки в 1997-му на збірнику відео Closure.
В 1990 році гурт починає тур на підтримку альбому, гастролюючи по Північній Америці на розігріві в Пітера Мерфі і The Jesus and Mary Chain. В той же час «фішкою» гурту стає руйнування інструментів і агресивне виконання пісень. Журналіст Rockbeat Майк Гіттер відносить стільки ранній успіх Nine Inch Nails в рок-орієнтованої аудиторії саме до цієї енергійної позиції. В серпні 1991 року після свого першого успішного виступу на фестивалі Lollapalooza Nine Inch Nails вирушили у світовий тур. Внаслідок невдалого виступу на європейських фестивалях на розігріві у Guns N'Roses, під тиском TVT Nine Inch Nails повертаються до США, щоб записати наступний альбом; при цьому розгорається конфлікт між Трентом і головою лейбла Стівом Готлібом, що стосується, головним чином, звучання альбому. Позаяк TVT згодні випустити альбом тільки в тій же стилістиці, то Резнор реагує на це тим, що в таємниці від керівництва лейблу і під іншими іменами записує новий альбом.

### Broken(1992—1993)
В 1992 році Nine Inch Nails видають Broken, міні-альбом, що містив 6 пісень і 2 бонус-треки. В буклеті, що додавався до альбому, Резнор позначає тур 1991 року як вплив на звучання альбому. Трент характеризує Broken як оснований на гітарі «вибух знищення» і «набагато жорсткіше […] ніж Pretty Hate Machine». Пісні з Broken отримали 2 премії Греммі: за виконання першого синглу «Happiness in Slavery» на фестивалі Woodstock '94 і за другий сингл «Wish». Резнор пізніше жартував, що на його могилі повинно бути написано «Резнор: Помер. Сказав 'fist fuck', отримав Греммі».
Особливої уваги удостоїлися і кліпи на пісні з міні-альбому. Пітер Крістоферсон з гуртів Coil і Throbbing Gristle зняв кліп на пісню «Wish», але саме неоднозначне відео супроводжує «Happiness in Slavery». Кліп був майже повсюдно заборонений за показ чоловіка, якого зіграв Боб Фленаган, що одержує задоволення від машини тортур, яка в кінці вбиває його. Третє відео для «Pinion» частково включено в перший епізод Alternative Nation, зображує туалет з людиною з кляпом у роті і в бондажі. Резнор і Крістоферсон склали з цих трьох кліпів і кадрів з «Help Me I Am in Hell» і «Gave Up» повноформатне музичне відео, під назвою Broken Movie. Воно зображує вбивство молодого чоловіка, який був викрадений і підданий тортурам, які перемежовуються з переглядом кліпів. Цей фільм так і не був виданий офіційно, але замість цього став популярний в колах любителів таких речей.
Окреме відео виконання пісні «Gave Up» разом із Річардом Патріком і Мерліном Менсоном було знято в студії Le Pig, назване так самим Резнором, в місці вбивства акторки Шерон Тейт. Крім того, було знято концертне виконання та включено до збірки Closure 1997 року. Наприкінці 1992 року за Broken випущено міні-альбом реміксів Fixed. Замість туру на підтримку нового матеріалу Резнор починає жити і працювати в Le Pig над матеріалом для наступного альбому, бувши вільним від обмежень лейблу.

### The Downward Spiral(1994—1998)

Резнор в кліпі на пісню «Closer». Кліп був доданий в колекцію Музею сучасного мистецтва.

Другий повноцінний альбом Nine Inch Nails, The Downward Spiral, виходить в березні 1994 року і відразу ж потрапляє на другий рядок в Billboard 200. Альбом досі залишається самим продаваним релізом гурту в США. Вплив на музику надали альбоми кінця 1970-х років: Low Девіда Боуї і The Wall гурту Pink Floyd. Музика і лірика The Downward Spiral відображають ментальний прогрес протагоніста, що є концепцією всього запису. Це був останній альбом Nine Inch Nails, який спродюсував Флуд. Його співробітник Алан Молдер зайнявся зведенням The Downward Spiral, що послужило початком його довголітньої роботи з гуртом. Альбом був записаний в Le Pig Studios, студії в особняку, в якому Чарльз Менсон вбив Шерон Тейт, дружину режисера Романа Полянського.
З альбому вийшло всього два сингли: «March of the Pigs» і «Closer». «Piggy» і «Hurt» також потрапили в ротацію радіостанцій, але так і не були видані для продажу. Кліп на «Closer», знятий Марком Романеком, можна було часто побачити на каналі MTV. При цьому канал зробив цензурну версію кліпу, звідки були прибрані деякі сцени і вирізана ненормативна лексика. Радіоверсія пісні також була відредагована, що не завадило їй придбати популярність радіослухачів. Усі кліпи з альбому склали відеоряд документального фільму Closure, в якому показані головні події часів Self Destruct Tour, а також повні концертні версії «Eraser», «Hurt», а також «March of the Pigs» з MTV.
Відгуки музичних критиків в цілому були сприятливими: у 2005 році альбом був поставлений на 25 місце в списку «100 найкращих альбомів, 1985–2005» журналу Spin, в 2003 році Rolling Stone помістив його на 200 місце свого списку «500 найкращих альбомів усіх часів». Після виходу The Downward Spiral Резнор випустив альбом реміксів, названий Further Down the Spiral, єдиний не основний реліз Nine Inch Nails, який був сертифікований як золотий в США. Він містить роботу музикантів Aphex Twin, продюсера Ріка Рубіна і гітариста Jane's Addiction Дейва Наварро та інших.
Кульмінацією туру Self Destruct на підтримку альбому став виступ на фестивалі Woodstock '94. Учасники гурту, покриті брудом, зібрали найбільший натовп біля сцени, а трансляцію на Pay-Per-View подивилися більше 24 мільйонів глядачів. Причиною успіху стала висока якість виконання і додавання ефектних візуальних елементів у шоу. Тур також включав Цирк Джима Роуза на розігріві. Продюсерська діяльність Трента, його перфекціонізм, а також алкогольна і наркотична залежність все далі і далі відсували дату виходу наступного альбому. Під час туру Резнор продюсує саундтрек до фільму Олівера Стоуна «Природжені вбивці» за допомогою портативного Pro Tools у своєму готельному номері. Саундтрек включав пісню «Burn», написану суто для фільму. На початку 1996 року Резнор співпрацював з id Software, створивши музику і звукові ефекти для шутера від першої особи Quake. В 1997 він продюсує саундтрек до фільму Загублене шосе режисера Девіда Лінча. Заголовним треком стає «The Perfect Drug», кліп на який знову знімає Марк Романек. Перевидання на честь десятиріччя The Downward Spiral було випущено в листопаді 2004 року.

### The Fragile(1999—2002)
Минає п'ять років після виходу The Downward Spiral. У вересні 1999 року виходить подвійний альбом The Fragile. Через успіх попередньої творчості гурту, засоби масової інформації створюють ажіотаж навколо альбому вже за рік до його виходу, коли його часто стали називати «тим, що постійно затримується». Коли все ж альбом потрапляє на прилавки магазинів, він відразу ж очолює чарт Billboard 200, розійшовшись в кількості 228 000 копій за перший тиждень. Музичні критики дають високі оцінки релізу, а пісні з альбому регулярно транслюються на радіо. Журнал Spin називає The Fragile «альбомом року». Однак альбом покинув першу десятку хіт-параду вже через тиждень після виходу. Причиною цьому стала відсутність достатньої реклами з боку лейблу. Через це Резнору довелося фінансувати тур в підтримку альбому з власної кишені.
Першим синглом з альбому став «The Day the World Went Away». На пісню був знятий кліп, але він так і не потрапив в ротацію музичних каналів, можливо через занадто особистий характер пісні. Другим номером на синглі, що передував альбому, була пісня «Starfuckers Inc.», яка стала причиною чуток і спекуляцій серед журналістів через її сатиричний текст. Пісня була додана в треклист альбому в останній момент за рішенням Резнора. Також на «Starfuckers, Inc.» був знятий кліп, у зніманні якого взяв участь друг і протеже Резнора Мерілін Менсон. У Європі і Японії був виданий сингл «We're in This Together» на трьох дисках, а в Австралії «Into The Void».
Слідуючи традиції Трент випускає альбом реміксів Things Falling Apart в 2000 році. Тур Fragility був відображений на концертному альбомі альбомі And All That Could Have Been на CD, DVD і VHS. Делюкс-видання концертного запису йшло з додатковим диском Still, на якому були записані декілька нових, а також «більш акустичних» версій пісень гурту.

### With Teeth(2005—2006)

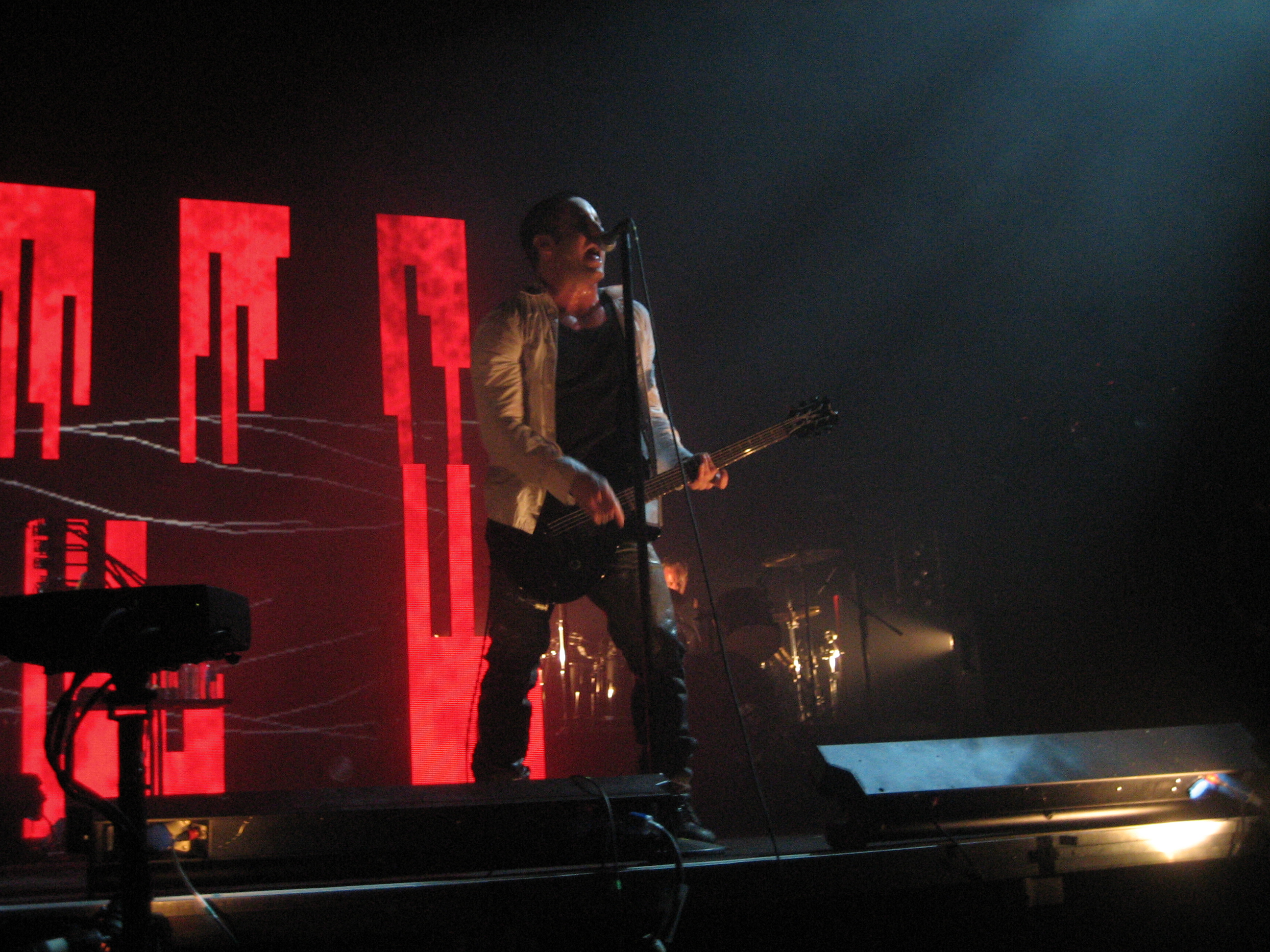
Виступ гурту під час туру Live: With Teeth в 2006 році.

Знадобилося ще шість років, перш ніж у квітні 2005 вийшов четвертий повноформатний альбом With Teeth. Альбом був записаний після довготривалої боротьби Резнора з алкогольною та наркотичною залежністю. Попри передчасний витік і можливість прослухати альбом повністю на офіційному MySpace гурту, With Teeth досяг першого рядку Billboard 200. В оформленні альбому був відсутній буклет з текстами пісень, замість цього на сайті гурту був опублікований постер у форматі PDF, що містив всю інформацію. Критики прийняли альбом в цілому позитивно: Роб Шеффілд описав альбом, як «класичний Nine Inch Nails». З іншого боку, PopMatters розкритикував альбом, просто сказавши, що Резнор «втратив ідеї».
Перший кліп на пісню «The Hand That Feeds» був вперше показаний на офіційному сайті гурту в березні 2005 року, а не на традиційних музичних каналах. Місяцем пізніше Трент викладає вихідні файли пісні в форматі GarageBand, щоб шанувальники могли робити ремікси. Також він надходить і з наступним синглом «Only», випустивши його в широкому діапазоні форматів, кліп на пісню зняв режисер Девід Фінчер, використовуючи переваги комп'ютерної графіки. Третій сингл «Every Day Is Exactly the Same» виходить в квітні 2006 року. Кліп на пісню був відзнятий, але так і не змонтований. Проте пісня очолила чарт Billboard Alternative Songs. «Every Day is Exactly the Same» включав ремікси з двох попередніх синглів, і став своєрідною заміною альбому реміксів, що виходили за традицією ще з часів Broken.
Восени 2005 гурт їде в тур Північною Америкою разом з Queens of the Stone Age, Autolux і Death From Above 1979. Nine Inch Nails виступили разом з хіп-хоп виконавцем Солом Вільямсом на одній сцені на фестивалі Voodoo Music Experience в постраждалому від урагану Новому Орлеані, колишньому будинку Трента, як хедлайнери. У висновку туру Live: With Teeth Трент і гурт виступав в Північноамериканських амфітеатрах разом з Bauhaus, TV on the Radio і Peaches. Наприкінці 2006 року офіційний сайт гурту анонсував, що концертне відео Beside You In Time буде випущено у трьох форматах: DVD, HD DVD і Blu-ray. Його вихід відбувся в лютому 2007 року. Концертне відео дебютувало на 1 рядку в чартах Billboard Top Music Videos і Comprehensive Music Videos в США.

### Year Zero(2007)

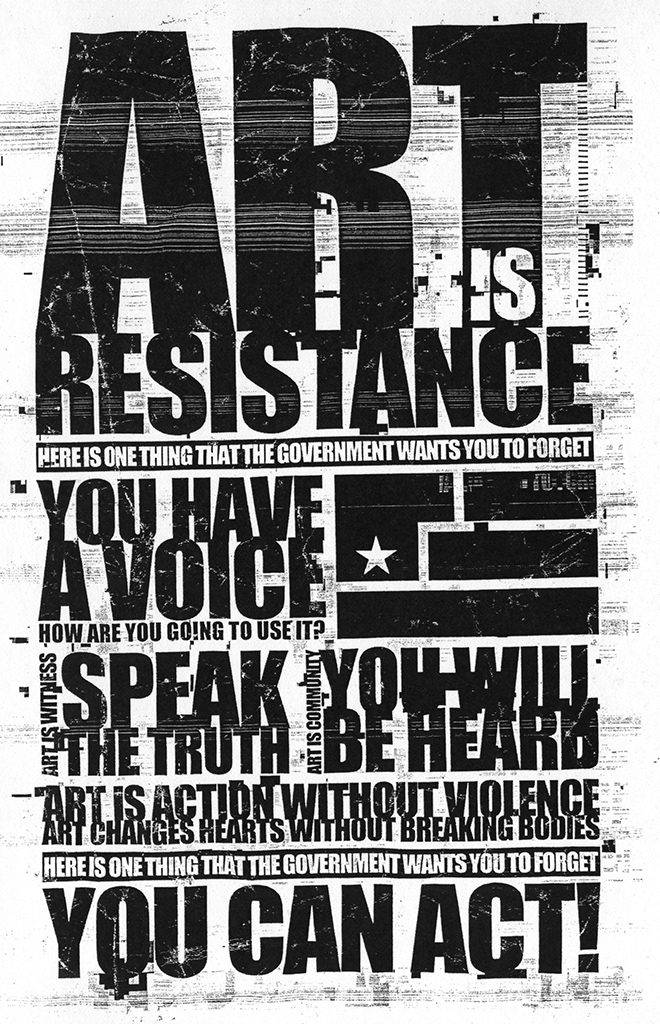
Флаєр вигаданої організації опору «Art is Resistance».

П'ятий студійний альбом Nine Inch Nails Year Zero, вийшов лише через два роки після виходу попереднього, With Teeth. На той час це був найкоротший проміжок між альбомами. З текстами, написаними від імені кількох придуманих персонажів, Резнор описує Year Zero як концептуальний альбом, критикуючи нинішню політику уряду США і показуючи як вона вплине на світ через 15 років. Альбом був добре прийнятий критиками, із середньою оцінкою в 76 % по сайту Metacritic.
Щоб передати історію подій, сюжет і атмосферу майбутнього, була створена гра в альтернативній реальності. Підказки, заховані на одязі з символікою гурту, вели до відкриття цілої мережі з фіктивних інтернет-сторінок майбутнього, що описують «США приблизно в 2022 році». Перед виходом Year Zero, на концертах Nine Inch Nails в Лісабоні і Барселоні, шанувальники знаходили заховані флешки з піснями з нового альбому. Гра привернула увагу таких американських ЗМІ, як USA Today і Billboard до фан-сайту NIN Hotline, форуму Echoing the Sound, фан-клубам The Spiral і NinWiki, де шанувальники гурту обмінювалися інформацією.
Для першого синглу з альбому, «Survivalism», як і для інших пісень з Year Zero були викладені вихідні файли, для того, щоб шанувальники могли зробити ремікси пісень. Альбом реміксів Year Zero Remixed, що включає ремікси, виконані іншими музикантами, став останнім релізом гурту для Interscope Records, оскільки були виконані всі умови контракту. Резнор не став оновлювати контракт, ставши незалежним артистом.
Після правових розглядів з лейблом, Резнор все ж запускає сайт реміксів remix.nin.com, де охочі можуть звантажити аудіо-файли пісень і завантажити свої власні ремікси, зроблені за допомогою музичного програмного забезпечення. На сайті також надані рідкісні композиції, які не були включені ні в один комерційний реліз, або більше не доступні у продажу.

### Ghosts I–IVіThe Slip(2008—2009)
В лютому 2008 року на офіційному сайті гурту Резнор додає новину, названу «2 тижні!». І 2 березня 2008 року Nine Inch Nails видають Ghosts I–IV, альбом з 36 інструментальних треків. Ghosts I–IV став продовженням експерименту Резнора з поширенням музики по Інтернету. Альбом був доступний в декількох виданнях: безкоштовне завантаження пісень з Інтернету першого тому Ghosts I в форматі MP3 з бітрейтом 320 кбіт/с, 5 доларів за завантаження альбому повністю з Інтернету в lossless-форматі і/або MP3 320 кбіт/с, 10 доларів за дводискове видання, 75 доларів за «Deluxe Edition» і 300 доларів за «Ultra-Deluxe Limited Edition», обмежене кількістю в 2500 копій, які розійшлися за три дні принісши гурту в цілому 750 000 доларів. При записі альбому брали участь Аттікус Росс, Алан Молдер, Алессандро Кортіні, Адріан Белью і Браян Вільоне, при цьому альбом був створений всього за 10 тижнів восени 2007 року. Ghosts I–IV розповсюджується за ліцензією Creative Commons Attribution Non-Commercial Share Alike.
Всього через два місяці, 5 травня, виходить The Slip, наступний альбом, з 10 треками, без будь-якої реклами або просування. Альбом доступний безкоштовно з офіційного сайту гурту і як обмежене видання на CD та бонусним DVD із записами репетицій гурту, тиражем в 250 000 копій. The Slip є своєрідною подякою шанувальникам гурту, розкупили всі 2500 копій Ultra-Deluxe Limited Edition попереднього альбому і був завантажений більше 1 400 000 разів.
Після виходу Ghosts I–IV і The Slip Резнор збирає новий склад і вирушає в 25-денний тур по Північній Америці Lights in the Sky, який пізніше був розширений за рахунок включення в програму ще кількох північно- та південно-американських міст. Кортіні і Фріз повернулися як члени гурту з попереднього туру, в той час як Робін Фінк повернувся в гурт, а Джастін Мелдал-Джонсен приєднався як бас-гітарист. Наприкінці 2008 року Фріз та Кортіні виходять зі складу, і з приходом Ілана Рубіна на ударних, гурт став квартетом. 7 січня 2009 року Трент викладає більше 400 ГБайт нестисненого і невідредагованого відеоматеріалу в HD якості з трьох концертів. Тим часом на офіційному сайті з'являються фотографії Резнора і учасників гурту Jane's Addiction. Серед шанувальників починають ходити чутки про те, що можливо Трент продюсує їхній новий альбом, проте, як покаже майбутнє, це виявилося не так. Тим часом Резнор знову вносить зміни в склад, і вирушає в прощальний тур NIN | JA з Jane's Addiction і Street Sweeper Social Club.

### Wave Goodbye Tour і перерва (2009—2012)
У лютому 2009 року Резнор розмістив свої думки про майбутнє Nine Inch Nails на офіційному сайті гурту, заявивши, що «NIN на деякий час зникнуть». Резнор так пояснив, що він «не робиться створенням музики під псевдонімом, але, що Nine Inch Nails робиться гастролі в осяжному майбутньому». Останній живий виступ Nine Inch Nails відбувся 10 вересня 2009 року на Wiltern театр у Лос-Анджелесі. Відтоді Резнор випустив дві композиції з назвою Nine Inch Nails: пісню на тему фільму Тецуо: Людина-куля, та кавер-версію пісні «Zoo Station» гурту U2, включену до триб'ют-альбому Achtung Baby AHK-toong BAY-bi Covered.
У 2009 році Резнор одружився з Меріквін Маандіг та разом з нею та Аттікусом Россом створив проєкт під назвою How To Destroy Angels. Їх перший реліз, однойменний міні-альбом з 6 треків, був зроблений доступним для вільного скачування в червні 2010 року. Наступною співпрацею Резнора з Россом було написання та продюсування саундтрека до фільму Соціальна мережа (2010) Девіда Фінчера. Резнор і Росс отримали дві нагороди за саундтрек, Золотий глобус за найкращий саундтрек для кіно і Оскар за найкращий саундтрек. Резнор і Росс знову співпрацювали з Фінчером для саундтреку американської екранізації роману «Дівчина з тату дракона», випущеного в грудні 2011 року.
У липні 2012 року було оголошено, що Трент складав музику для гри Call of Duty: Black Ops II. У тому ж році Резнор також працював з Аттікусом Росс і Алессандро Кортіні над реміксом на пісню «Destroyer» Telepathe. Трент Резнор також з'явився в документальному фільмі під назвою Sound City режисера Дейва Грола, на додаток до спільно писати та виконання пісні «Мантра» з Гролом і Джош Омм. Це призвело до подальшої співпраці з Резнор і Homme на 2013 альбом Queens кам'яної доби під назвою… …Like Clockwork. Резнор сприяв вокал та барабан програмування на пісню «Kalopsia» та вокал на «Друзі Fairweather» разом з Елтоном Джоном на фортепіано та вокалу. У жовтні 2012 року Трент Резнор об'єднався з Dr. Dre і Beats Electronics для проєкту, який «ймовірно, є не тим, що ви очікуєте». Проєкт під назвою «Daisy»; музичний сервіс був оголошений в січні 2013 року.

## Музичний стиль і тематика пісень
Стів Х'ю з Allmusic стверджує, що «Nine Inch Nails стали найпопулярнішим індастріал-гуртом і великою мірою несуть відповідальність за залучення до цієї музики масової аудиторії». Резнор ніколи не називав свою музику терміном «індастріал», але зізнається у запозиченні деяких елементів таких ранніх індастріал гуртів як Throbbing Gristle і Test Dept. Попри різницю в звучанні між цими гуртами, які першими виконували музику індастріал, і Nine Inch Nails, у журналістів стало загальною практикою описувати музику Резнора саме так. Трент сказав в інтерв'ю Spin, що перший сингл гурту, «Down in It», був написаний під впливом ранніх Skinny Puppy, зокрема їхньої пісні «Dig It». Інші пісні з Pretty Hate Machine в тому ж інтерв'ю були описані ним як синті-поп. В огляді The Fragile Стів Купер пише, що альбом поєднує різноманітні жанри, такі як соло на фортепіано в «The Frail» і елементи драм-н-бейс в «Starfuckers, Inc.».
Безліч технік і стилів може бути знайдено в всьому переліку пісень Nine Inch Nails. Такі треки як «Wish» і «The Day the World Went Away» мають різкі зміни гучності. Спів Резнора слід аналогічним чином, часто переходячи від шепоту до крику. Він також використовує програмне забезпечення, для зміни свого голосу на деяких піснях, таких як «Starfuckers Inc.» і «Burn». Музика гурту також іноді демонструє складний розмір такту, зокрема на «The Collector» з With Teeth, і концертне виконання «March of the Pigs». Резнор часто використовує ефекти шумів і спотворень в схемі пісні, які включають дисонанс з мелодією та/або гармонією. Ці техніки були використані у пісні «Hurt», яка включає сильно перевантажену гру на гітарі, підкреслену, коли Резнор співає одинадцяту ноту на слові «Я», кожен раз коли програється пара B/E#. «Closer» завершується фортепіанним мотивом: та ж мелодія вперше з'являється під час приспіву в «Piggy», і потім повторюється на однойменному треку The Downward Spiral. На The Fragile Резнор переглядає цей метод повторення мотиву безліч разів протягом різних пісень, або на різних музичних інструментах з переміщеної гармонією або іншим темпом.

## Корпоративні зіткнення
Резнор є затятим критиком музичної індустрії, зокрема корпоративного впливу на його творчу свободу. Внаслідок, Nine Inch Nails зіткнулися з кількома корпораціями, кульмінацією яких було рішення про продовження як вільного агента без будь-яких контрактів звукозаписного лейбла.
На початку 1990-х Nine Inch Nails був залучений в розрекламовану ворожнечу з лейблом TVT, першим лейблом, який підписав контракт з гуртом. Резнор заперечував проти спроби втручання лейбла з його інтелектуальною власністю.

## Вплив
Nine Inch Nails вплинули на безліч нових музикантів, які у відповідність з діапазоном Резнор почали з «загального наслідування» його першого успішного альбому, вторячи його стиль в «істинній, менш наслідувальній манері» на наступних альбомах. Після виходу The Downward Spiral відомі артисти стали звертати увагу на значущість Nine Inch Nails: Девід Боуї порівняв вплив NIN з The Velvet Underground. 1997 року Трент з'явився в списку газети Time найбільш впливових людей, а Spin назвав його «самим істотним артистом». RIAA сертифікувала продажі альбомів NIN а території США в кількості десяти з половиною мільйонів копій, на які припадає близько половини світових продажів альбомів. Боб Езрін, продюсер Pink Floyd, Kiss, Alice Cooper, і Пітер Гебріел описав Резнора як «справжнього провидця» і порадив прагнучим артистам взяти його стратегію безкомпромісних відношення до музики. Під час нагородження премії журналу Kerrang! NIN були визнані «Kerrang! Icon», на честь своєї багаторічної творчості, що вплинула на сучасну рок-музику.

## Концертні виступи

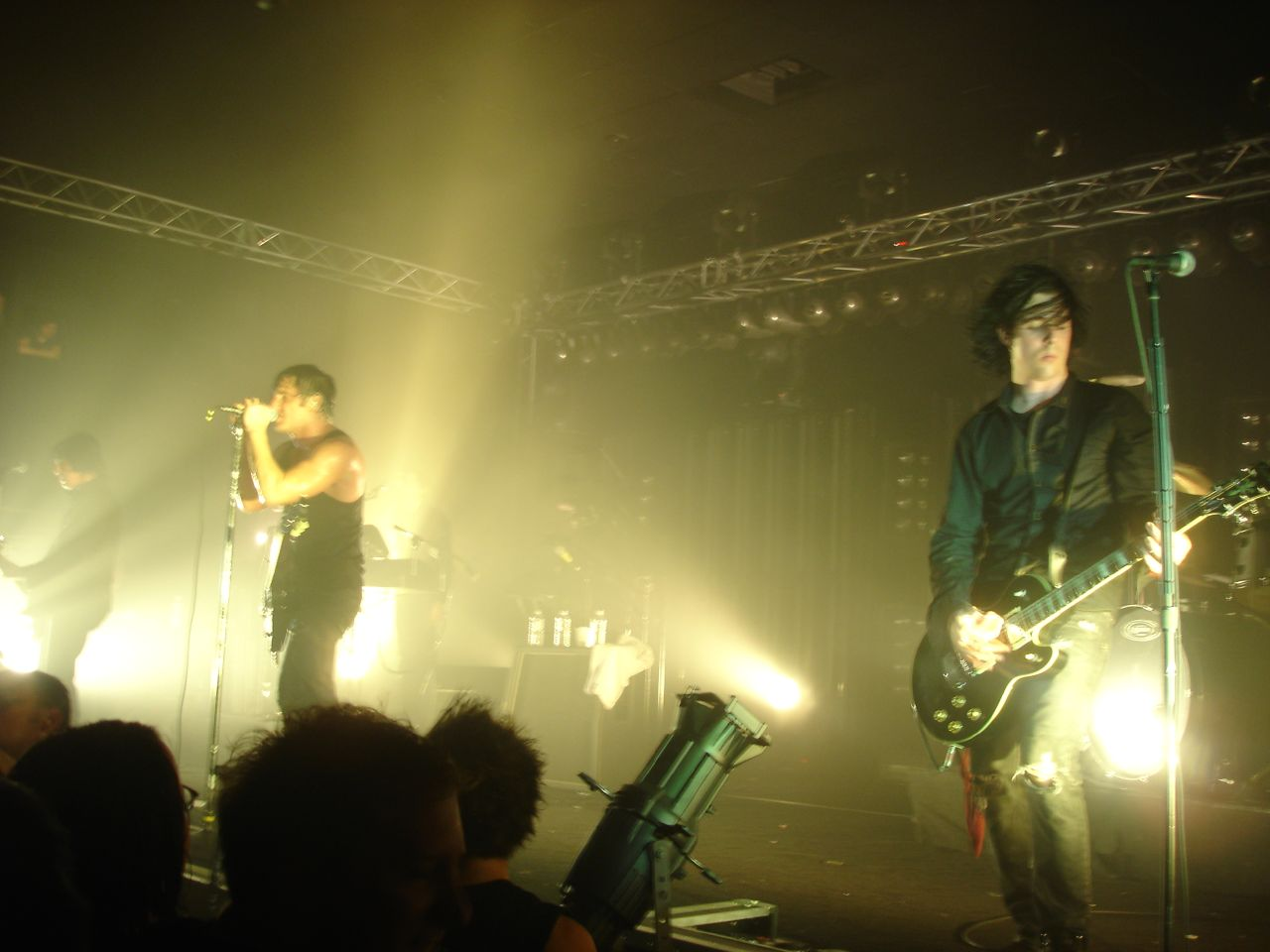
Nine Inch Nails на концерті в 2005 році.

Резнор є єдиним офіційним учасником Nine Inch Nails. Однак, він зазвичай формує гурт підтримки музикантам виконувати пісні у живому виконанні. Цей концертний гурт, також знаний як Nine Inch Nails, перебудовує студії каталогу гурту та створює інший звук, ніж у запису Резнор студії. Учасники гурту іноді були запрошені для участі в процесі запису, але творчий контроль у студія завжди була суто з Резнор.
Проєкт Tapeworm був створений в 1995 році, як сайд-проєкт Nine Inch Nails між Резнором та різними живих учасників гурту, як більш «демократичне» творче середовища. Гурт спочатку включав живі учасники гурту Денні Лонер і Чарлі Clouser, але в кінцевому підсумку розширити, щоб показати іншим частим Nine Inch Nails Автори Джош Фріз, Аттікус Росс, і Алан формувальника. Тим не менше, після 9 років студійних сесій, ніякої матеріал не був ніколи офіційно випущений з гурту, і було підтверджено, що більше не активні в 2005.
Склад концертного гурту мав тенденцію суттєво змінюватися між основними турами: осторонь від інших Резнор на вокалі, клавішних та гітарі, жоден з учасників концертного гурту ніколи не залишався постійним з моменту його створення. Резнор привів тривалий період між студійними альбомами, як одну з причин для цих частих змін учасників, а також його прагнення до свіжої інтерпретації його музики. 2009 року остаточне втілення живим гуртом ознаками Резнор з Робін Фінк (Крім Резнор, Фінк грав на більшість турів), Джастін Meldal-Йонсен, і Ілан Рубін.
| - Pretty Hate Machine (1989) - Broken (EP) (1992) - The Downward Spiral (1994) - The Fragile (1999) - With Teeth (2005) - Year Zero (2007) - Ghosts I-IV (2008) - The Slip (2008) - Hesitation Marks (2013) - Not the Actual Events (2016) - Add Violence (2017) - Bad Witch (2018) - Ghosts V: Together (2020) - Ghosts VI: Locusts (2020) | - Pretty Hate Machine Tour Series (1988–1991) - Self Destruct Tour (1994–1996) - Fragility Tour (1999–2000) - Live: With Teeth Tour (2005–2006) - Performance 2007 Tour (2007) - Lights in the Sky Tour (2008) - Wave Goodbye Tour (2009) - Twenty Thirteen Tour (2013–2014) - I Can't Seem to Wake Up (2017) - Cold and Black and Infinite (2018) |

## Нагороди і номінації
Nine Inch Nails були номіновані дванадцять разів на премію «Греммі», вигравши двічі.
Греммі
| Отримані  | Отримані                                 | Отримані                                         |
| Рік       | Премія                                   | Номінована робота                                |
| --------- | ---------------------------------------- | ------------------------------------------------ |
| 1992      | Найкраще метал виконання                 | «Wish»                                           |
| 1995      | Найкраще метал виконання                 | «Happiness in Slavery» (зі збірки Woodstock '94) |
| Номінації |                                          |                                                  |
| Рік       | Премія                                   | Номінована робота                                |
| 1994      | Найкраще виконання альтернативної музики | The Downward Spiral                              |
| 1995      | Найкраща рок-пісня                       | «Hurt»                                           |
| 1997      | Найкраще хард-рок виконання              | «The Perfect Drug»                               |
| 1999      | Найкраще виконання альтернативної музики | The Fragile                                      |
| 1999      | Найкраще метал виконання                 | «Starfuckers, Inc.»                              |
| 2000      | Найкраще чоловіче вокальне рок-виконання | «Into The Void»                                  |
| 2005      | Найкраще хард-рок виконання              | «The Hand That Feeds»                            |
| 2006      | Найкраще хард-рок виконання              | «Every Day Is Exactly the Same»                  |
| 2009      | Найкраще інструментальне рок-виконання   | «34 Ghosts IV»                                   |
| 2009      | Найкраща упаковка                        | Ghosts I-IV                                      |